# Masayuki Miyaji
Masayuki Miyaji (宮地 昌幸 Miyaji Masayuki?) es un director, guionista y novelista japonés especializado en anime. Es un exmiembro de Studio Ghibli. Entre sus obras como autor se encuentran las novelas Shinyaku Bōnen no Zamudo y Sayonara Ariadne.

## Biografía
Miyaji nació el 1 de febrero de 1976 en Kamakura, prefectura de Kanagawa. Mostró interés por la animación y, después de abandonar la carrera en el Departamento de Cine de la Facultad de Artes de la Universidad de Nihon, estudió en Higashi-Koganei Murajuku organizado por Studio Ghibli.
En 1999, ingresó a Studio Ghibli. Entre sus compañeros de generación se encuentra el animador Masashi Okumura. Tras trabajar como asistente de dirección de Hayao Miyazaki junto con Atsushi Takahashi en El viaje de Chihiro (2001), se volvió autónomo.
En 2008, debutó como director con el anime web Xam'd: Lost Memories, exclusivo de PlayStation Network.
En 2012, dirigió por primera vez una obra cinematográfica con la película Fuse Teppō Musume no Torimonochō.
En 2014, estuvo a cargo de la dirección de la secuencia de apertura del programa WOWOW Plus-t transmitido por Niconico Live.
En 2015, publicó su primera novela original, Sayonara Ariadne.
En 2022, codirigió la película Shika no Ō: Yuna to Yakusoku no Tabi junto con Masashi Andō.

## Trabajos

### Series de televisión
Destaca papeles con funciones de asistente de dirección o supervisión.
| Año  | Título                                | Director(es)                        | Estudio           | Funciones | Refs.  |
| ---- | ------------------------------------- | ----------------------------------- | ----------------- | --- | ------ |
| 2000 | InuYasha                              | Masashi Ikeda Yasunao Aoki          | Sunrise           | Guionista gráfico (#120, 126, 139)                                                                                  | [ 8 ]  |
| 2001 | Gekitō! Crush Gear Turbo              | Shūji Iuchi                         | Sunrise           | Guionista gráfico (#21, 25)                                                                                         | [ 9 ]  |
| 2002 | Overman King Gainer                   | Yoshiyuki Tomino                    | Sunrise           | Director de episodios (#2, 8, 13, 19, 25) Director de episodio asistente (#1) Guionista gráfico (#13, 19)           | [ 10 ] |
| 2003 | Scrapped Princess                     | Sōichi Masui                        | Bones             | Director de episodio (#15) Guionista gráfico (#17)                                                                  | [ 11 ] |
| 2004 | Kenran Butō Sai: The Mars Daybreak    | Kunihiro Mori                       | Bones             | Director de episodios (#1, 5, 9, 14, 20, 25; OP) Guionista gráfico (#5, 9, 20, 25; OP)                              | [ 12 ] |
| 2005 | Eureka Seven                          | Tomoki Kyoda                        | Bones             | Director asistente Director de episodios (#1, 26) Guionista gráfico (#7, 11, 13, 20, 26) Director de unidad (#OP 4) | [ 13 ] |
| 2005 | Blood+                                | Jun'ichi Fujisaku                   | Production I.G    | Guionista gráfico (#42)                                                                                             | [ 14 ] |
| 2006 | Jyū Ō Sei                             | Hiroshi Nishikiori                  | Bones             | Guionista gráfico (#10)                                                                                             | [ 15 ] |
| 2006 | Tenpō Ibun: Ayakashi Ayashi           | Hiroshi Nishikiori                  | Bones             | Director de episodios (#3; OP 2) Guionista gráfico (#3, 23; OP 2)                                                   | [ 16 ] |
| 2009 | Battle Spirits: Shōnen Gekiha Dan     | Akira Nishimori                     | Sunrise           | Guionista gráfico (#29)                                                                                             | [ 17 ] |
| 2009 | To Aru Kagaku no Railgun              | Tatsuyuki Nagai                     | J.C.Staff         | Guionista gráfico (#8, 14)                                                                                          | [ 18 ] |
| 2010 | Uragiri wa Boku no Namae o Shitteiru  | Katsushi Sakurabi                   | J.C.Staff         | Guionista gráfico (#17)                                                                                             | [ 19 ] |
| 2010 | Saraiya Goyō                          | Tomomi Mochizuki                    | Manglobe          | Guionista gráfico (#2, 11)                                                                                          | [ 20 ] |
| 2010 | Seikimatsu Occult Gakuin              | Tomohiko Itō                        | A-1 Pictures      | Guionista gráfico (#8)                                                                                              | [ 21 ] |
| 2010 | To Aru Majutsu no Index II            | Hiroshi Nishikiori                  | J.C.Staff         | Guionista gráfico (#7, 18)                                                                                          | [ 22 ] |
| 2011 | Deadman Wonderland                    | Kōichi Hatsumi                      | Manglobe          | Guionista gráfico (#4)                                                                                              | [ 23 ] |
| 2013 | Shingeki no Kyojin                    | Tetsurō Araki                       | Wit Studio        | Guionista gráfico (#12, 14, 16, 20)                                                                                 | [ 24 ] |
| 2013 | Samurai Flamenco                      | Takahiro Ōmori                      | Manglobe          | Guionista gráfico (#20)                                                                                             | [ 25 ] |
| 2014 | Space☆Dandy                           | Shin'ichirō Watanabe Shingo Natsume | Bones             | Director de episodio (#10) Guionista gráfico (#10)                                                                  | [ 26 ] |
| 2014 | Haikyū!!                              | Susumu Mitsunaka                    | Production I.G    | Guionista gráfico (#16)                                                                                             | [ 27 ] |
| 2014 | Sword Art Online II                   | Tomohiko Itō                        | A-1 Pictures      | Guionista gráfico (#6, 17)                                                                                          | [ 28 ] |
| 2014 | Gundam Reconguista in G               | Yoshiyuki Tomino                    | Sunrise           | Guionista gráfico (#22, 25-26)                                                                                      | [ 29 ] |
| 2015 | Rolling☆Girls                         | Kotomi Deai                         | Wit Studio        | Guionista gráfico (#12)                                                                                             | [ 30 ] |
| 2015 | Owari no Seraph                       | Daisuke Tokudo                      | Wit Studio        | Guionista gráfico (#2, 7, 11)                                                                                       | [ 31 ] |
| 2015 | Haikyū!! Second Season                | Susumu Mitsunaka                    | Production I.G    | Guionista gráfico (#22)                                                                                             | [ 32 ] |
| 2015 | Owari no Seraph: Nagoya Kessen-hen    | Daisuke Tokudo                      | Wit Studio        | Guionista gráfico (#13, 15, 22)                                                                                     | [ 33 ] |
| 2016 | Durarara!!x2 Ketsu                    | Takahiro Ōmori                      | Shuka             | Guionista gráfico (#28)                                                                                             | [ 34 ] |
| 2016 | Kōtetsujō no Kabaneri                 | Tetsurō Araki                       | Wit Studio        | Guionista gráfico (#4)                                                                                              | [ 35 ] |
| 2016 | Nanatsu no Taizai: Seisen no Shirushi | Tomokazu Tokoro                     | A-1 Pictures      | Director de episodio (#OP) Guionista gráfico (#OP)                                                                  | [ 36 ] |
| 2017 | Shingeki no Kyojin Season 2           | Tetsurō Araki Masashi Koizuka       | Wit Studio        | Guionista gráfico (#35)                                                                                             | [ 37 ] |
| 2018 | Shingeki no Kyojin Season 3           | Tetsurō Araki Masashi Koizuka       | Wit Studio        | Guionista gráfico (#47)                                                                                             | [ 38 ] |
| 2019 | Shingeki no Kyojin Season 3 Part 2    | Tetsurō Araki Masashi Koizuka       | Wit Studio        | Guionista gráfico (#50, 56)                                                                                         | [ 39 ] |
| 2019 | Hoshiai no Sora                       | Kazuki Akane                        | 8-Bit             | Guionista gráfico (#9, 12)                                                                                          | [ 40 ] |
| 2021 | Shingeki no Kyojin: The Final Season  | Yūichirō Hayashi                    | MAPPA             | Guionista gráfico (#74)                                                                                             | [ 41 ] |
| 2021 | Dr. Stone: Stone Wars                 | Shin'ya Iino                        | TMS Entertainment | Guionista gráfico (#6)                                                                                              | [ 42 ] |
| 2021 | Vivy: Fluorite Eye’s Song             | Shinpei Ezaki                       | Wit Studio        | Guionista gráfico (#11)                                                                                             | [ 43 ] |
| 2021 | Re-Main                               | Masafumi Nishida Kiyoshi Matsuda    | MAPPA             | Guionista gráfico (#3)                                                                                              | [ 44 ] |
| 2021 | Ōsama Ranking                         | Yōsuke Hatta                        | Wit Studio        | Guionista gráfico (#13)                                                                                             | [ 45 ] |
| 2022 | Golden Kamuy 4th Season               | Shizutaka Sugahara                  | Brain's Base      | Guionista gráfico (#45, 48-49)                                                                                      | [ 46 ] |

### Películas
Destaca papeles con funciones de dirección de series.
     Destaca papeles con funciones de asistente de dirección o supervisión.
| Año  | Título                                                  | Director(es)                 | Estudio           | Funciones                  | Refs.  |
| ---- | ------------------------------------------------------- | ---------------------------- | ----------------- | -------------------------- | ------ |
| 1999 | Mis vecinos los Yamada                                  | Isao Takahata                | Studio Ghibli     | Asistente de producción    | [ 47 ] |
| 2001 | El viaje de Chihiro                                     | Hayao Miyazaki               | Studio Ghibli     | Director asistente         | [ 1 ]  |
| 2012 | Fuse Teppō Musume no Torimonochō                        | Masayuki Miyaji              | TMS Entertainment | Director Guionista gráfico | [ 7 ]  |
| 2015 | Code Geass: Bōkoku no Akito 4 - Nikushimi no Kioku kara | Kazuki Akane                 | Sunrise           | Guionista gráfico (#4)     | [ 48 ] |
| 2018 | Pokemon Movie 21: Minna no Monogatari                   | Tetsuo Yajima                | OLM Wit Studio    | Guionista gráfico          | [ 49 ] |
| 2022 | Shika no Ō: Yuna to Yakusoku no Tabi                    | Masashi Andō Masayuki Miyaji | Production I.G    | Director Guionista gráfico | [ 7 ]  |

### ONAs
Destaca papeles con funciones de dirección de series.
| Año  | Título                                | Director(es)                        | Estudio                          | Funciones                                                                                        | Refs.  |
| ---- | ------------------------------------- | ----------------------------------- | -------------------------------- | ------------------------------------------------------------------------------------------------ | ------ |
| 2006 | Bakumatsu Kikansetsu Irohanihoheto    | Ryōsuke Takahashi Yoshimitsu Ōhashi | Sunrise                          | Guionista gráfico (#7-8, 11)                                                                     | [ 50 ] |
| 2008 | Xam'd: Lost Memories                  | Masayuki Miyaji                     | Bones                            | Director Guionista (#1-2) Director de episodios (#1, 26) Guionista gráfico (#1-5, 19, 22-23; OP) | [ 51 ] |
| 2020 | Ghost in the Shell: SAC_2045          | Kenji Kamiyama Shinji Aramaki       | Production I.G Sola Digital Arts | Guionista gráfico (#10)                                                                          | [ 52 ] |
| 2022 | Ghost in the Shell: SAC_2045 Season 2 | Kenji Kamiyama Shinji Aramaki       | Production I.G Sola Digital Arts | Guionista gráfico (#6, 12)                                                                       | [ 53 ] |
| 2025 | Moonrise                              | Masashi Koizuka                     | Wit Studio                       | Guionista gráfico (#6, 13-14)                                                                    | [ 54 ] |

### OVAs
| Año  | Título                              | Director(es)  | Estudio    | Funciones                                        | Refs.  |
| ---- | ----------------------------------- | ------------- | ---------- | ------------------------------------------------ | ------ |
| 2014 | Shingeki no Kyojin: Kuinaki Sentaku | Tetsurō Araki | Wit Studio | Director de episodio (#2) Guionista gráfico (#2) | [ 55 ] |

### Especiales
Destaca papeles con funciones de asistente de dirección o supervisión.
| Año  | Título                                         | Director(es)       | Estudio       | Funciones              | Refs.  |
| ---- | ---------------------------------------------- | ------------------ | ------------- | ---------------------- | ------ |
| 2002 | Mei to Koneko Bus                              | Hayao Miyazaki     | Studio Ghibli | Director asistente     | [ 56 ] |
| 2007 | Tenpō Ibun: Ayakashi Ayashi - Ayashi Shinkyoku | Hiroshi Nishikiori | Bones         | Guionista gráfico (#1) |        |